# Discografia dei Rudimental
La discografia dei Rudimental, gruppo musicale drum and bass britannico attivo dal 2009, è composta da quattro album in studio, tre EP, oltre cinquanta singoli e oltre trenta video musicali.

## Album in studio
| Anno                                                                                               | Titolo | Classifiche | Classifiche | Classifiche | Classifiche | Classifiche | Classifiche | Classifiche | Classifiche | Classifiche | Classifiche | Certificazioni                              |
| Anno                                                                                               | Titolo | UK          | AUS         | AUT         | BEL (FL)    | IRL         | NLD         | NZL         | SCO         | SWI         | US          | Certificazioni                              |
| -------------------------------------------------------------------------------------------------- | --- | ----------- | ----------- | ----------- | ----------- | ----------- | ----------- | ----------- | ----------- | ----------- | ----------- | ------------------------------------------- |
| 2013                                                                                               | Home - Pubblicato: 29 aprile 2013 - Etichetta: Asylum, Black Butter - Formati: CD, CD+DVD, 3 LP, download digitale                  | 1           | 2           | 56          | 23          | 5           | 41          | 2           | 1           | 34          | —           | - AUS: Platino - NZL: Oro - UK: Platino (2) |
| 2015                                                                                               | We the Generation - Pubblicato: 2 ottobre 2015 - Etichetta: Asylum, Atlantic - Formati: CD, 2 LP, download digitale                 | 1           | 4           | —           | 14          | 8           | 41          | 5           | 1           | 32          | 190         | - UK: Oro                                   |
| 2019                                                                                               | Toast to Our Differences - Pubblicato: 25 gennaio 2019 - Etichetta: Asylum, Atlantic - Formati: CD, 2 LP, download digitale         | 5           | 41          | —           | 66          | 31          | 68          | 20          | 18          | 31          | —           | - UK: Argento                               |
| 2021                                                                                               | Ground Control - Pubblicato: 3 settembre 2021 - Etichetta: Asylum, Atlantic, Major Tom's - Formati: CD, MC, 2 LP, download digitale | 16          | —           | —           | —           | —           | —           | —           | —           | —           | —           |                                             |
| "—" indica una pubblicazione che non si è classificata o che non è stata pubblicata in quel Paese. | |             |             |             |             |             |             |             |             |             |             |                                             |

## Extended play
| Anno | Titolo |
| ---- | --- |
| 2013 | Nova Red Room Presents Rudimental - Pubblicato: 14 giugno 2013 - Etichetta: Black Butter - Formati: download digitale |
| 2019 | Distinction - Pubblicato: 9 agosto 2019 - Etichetta: Asylum - Formati: download digitale                              |
| 2021 | Ground Control (The Remixes) - Pubblicato: 26 novembre 2021 - Etichetta: Asylum - Formati: download digitale          |

## Singoli

### Come artista principale
| Anno                                                                                               | Titolo                                                          | Classifiche | Classifiche | Classifiche | Classifiche | Classifiche | Classifiche | Classifiche | Classifiche | Classifiche | Classifiche | Certificazioni | Album di provenienza     |
| Anno                                                                                               | Titolo                                                          | UK          | UK Dance    | AUS         | AUT         | BEL (FL)    | GER         | IRL         | NLD         | NZL         | SCO         | Certificazioni | Album di provenienza     |
| -------------------------------------------------------------------------------------------------- | --------------------------------------------------------------- | ----------- | ----------- | ----------- | ----------- | ----------- | ----------- | ----------- | ----------- | ----------- | ----------- | --- | ------------------------ |
| 2011                                                                                               | Deep in the Valley (feat. MC Shantie)                           | —           | —           | —           | —           | —           | —           | —           | —           | —           | —           | | /                        |
| 2011                                                                                               | Speeding (feat. Adiyam)                                         | —           | —           | —           | —           | —           | —           | —           | —           | —           | —           | | /                        |
| 2012                                                                                               | Spoons (feat. MNEK & Syron)                                     | —           | —           | —           | —           | —           | —           | —           | —           | —           | —           | | Home                     |
| 2012                                                                                               | Feel the Love (feat. John Newman)                               | 1           | 1           | 3           | 14          | 2           | 59          | 26          | 2           | 4           | 1           | - AUS: Platino (3) - NZL: Platino - UK: Platino (3) | Home                     |
| 2012                                                                                               | Not Giving In (feat. John Newman & Alex Clare)                  | 14          | 1           | 12          | —           | 54          | —           | 54          | 71          | 11          | 16          | - AUS: Platino (2) - NZL: Oro - UK: Platino | Home                     |
| 2013                                                                                               | Hell Could Freeze (feat. Angel Haze)                            | —           | —           | —           | —           | —           | —           | —           | —           | —           | —           | | Home                     |
| 2013                                                                                               | Waiting All Night (feat. Ella Eyre)                             | 1           | 1           | 6           | 37          | 13          | —           | 4           | 29          | 9           | 2           | - AUS: Platino - UK: Platino (3) | Home                     |
| 2013                                                                                               | Right Here (feat. Foxes)                                        | 14          | 4           | 29          | —           | 59          | —           | —           | —           | —           | 19          | - UK: Argento | Home                     |
| 2013                                                                                               | Free (feat. Emeli Sandé)                                        | 26          | 6           | 5           | 41          | 36          | 38          | 9           | —           | 36          | 21          | - UK: Argento - AUS: Platino (4) | Home                     |
| 2014                                                                                               | Powerless (feat. Becky Hill)                                    | 73          | 19          | —           | —           | —           | —           | —           | —           | —           | 90          | | Home                     |
| 2015                                                                                               | Bloodstream (con Ed Sheeran)                                    | 2           | —           | —           | —           | 82          | —           | —           | 98          | 2           | 2           | - AUS: Platino - CAN: Oro - ITA: Oro - NZL: Platino - UK: Platino (2) - USA: Oro                                                                                               | We the Generation        |
| 2015                                                                                               | Never Let You Go (feat. Foy Vance)                              | 29          | 7           | —           | —           | 79          | —           | 74          | —           | —           | 28          | | We the Generation        |
| 2015                                                                                               | I Will for Love (feat. Will Heard)                              | 138         | 35          | —           | —           | 73          | —           | —           | —           | —           | —           | | We the Generation        |
| 2015                                                                                               | Rumour Mill (feat. Anne-Marie & Will Heard)                     | 67          | 18          | —           | —           | 87          | —           | —           | —           | —           | 59          | - UK: Argento | We the Generation        |
| 2015                                                                                               | Lay It All on Me (feat. Ed Sheeran)                             | 12          | —           | 7           | 23          | 47          | 31          | 5           | 43          | 5           | 7           | - AUS: Platino (2) - CAN: Platino - DNK: Platino - GER: Oro - ITA: Platino - NZL: Platino - UK: Platino - USA: Platino                                                         | We the Generation        |
| 2016                                                                                               | Common Emotion (feat. MNEK)                                     | —           | —           | —           | —           | —           | —           | —           | —           | —           | —           | | We the Generation        |
| 2016                                                                                               | Healing (feat. J Angel)                                         | —           | —           | —           | —           | —           | —           | —           | —           | —           | —           | | /                        |
| 2017                                                                                               | Sun Comes Up (feat. James Arthur)                               | 6           | —           | —           | 50          | 51          | 76          | 15          | —           | —           | 6           | - AUS: Oro - GER: Oro - UK: Platino | Toast to Our Differences |
| 2017                                                                                               | Trouble (con Sub Focus feat. Chronixx & Maverick Sabre)         | —           | —           | —           | —           | —           | —           | —           | —           | —           | —           | | /                        |
| 2017                                                                                               | No Fear (con The Martinez Brothers feat. Donna Missal)          | —           | —           | —           | —           | —           | —           | —           | —           | —           | —           | | /                        |
| 2018                                                                                               | These Days (feat. Jess Glynne, Macklemore & Dan Caplen)         | 1           | —           | 2           | 1           | 3           | 3           | 2           | 10          | 4           | 1           | - AUS: Platino (4) - AUT: Oro - BEL: Oro - CAN: Platino - DNK: Platino - FRA: Oro - GER: Oro (3) - ITA: Platino (3) - NZL: Platino - ESP: Oro - UK: Platino (5) - USA: Platino | Toast to Our Differences |
| 2018                                                                                               | Toast to Our Differences (feat. Shungudzo, Protoje & Hak Baker) | —           | —           | —           | —           | —           | —           | —           | —           | —           | —           | | Toast to Our Differences |
| 2018                                                                                               | Let Me Live (con i Major Lazer feat. Anne-Marie & Mr Eazi)      | 42          | 7           | —           | —           | 16          | —           | 43          | 73          | —           | 54          | - AUS: Oro - UK: Argento | Toast to Our Differences |
| 2018                                                                                               | Walk Alone (feat. Tom Walker)                                   | 80          | 10          | —           | —           | —           | —           | 92          | —           | —           | —           | - UK: Argento | Toast to Our Differences |
| 2018                                                                                               | Summer Love (con Rita Ora)                                      | —           | —           | —           | —           | —           | —           | —           | —           | —           | —           | | Toast to Our Differences |
| 2019                                                                                               | Scared of Love (feat. Ray BLK & Stefflon Don)                   | —           | 17          | —           | —           | —           | —           | —           | —           | —           | —           | | Toast to Our Differences |
| 2019                                                                                               | Sitigawana (con The Martinez Brothers feat. Faith Mussa)        | —           | —           | —           | —           | 94          | —           | —           | —           | —           | —           | | Distinction              |
| 2019                                                                                               | Mean That Much (con Preditah feat. Morgan)                      | —           | —           | —           | —           | —           | —           | —           | —           | —           | —           | | Distinction              |
| 2019                                                                                               | Something About You (con Elderbrook)                            | 87          | 16          | —           | —           | 78          | —           | 88          | —           | —           | —           | - UK: Argento | Distinction              |
| 2020                                                                                               | Krazy (feat. Afronaut Zu)                                       | —           | —           | —           | —           | —           | —           | —           | —           | —           | —           | | Ground Control           |
| 2020                                                                                               | Easy on Me (con The Martinez Brothers)                          | —           | —           | —           | —           | —           | —           | —           | —           | —           | —           | | /                        |
| 2020                                                                                               | Come Over (feat. Anne-Marie & Tion Wayne)                       | 26          | 6           | —           | —           | —           | —           | —           | —           | —           | —           | - UK: Oro | Ground Control           |
| 2020                                                                                               | Blend (con Netsky)                                              | —           | —           | —           | —           | —           | —           | —           | —           | —           | —           | | Second Nature            |
| 2020                                                                                               | Be Strong (con Hot Since 82)                                    | —           | —           | —           | —           | —           | —           | —           | —           | —           | —           | | Recovery                 |
| 2020                                                                                               | Be the One (feat. Morgan, Digga D & Tike)                       | —           | 12          | —           | —           | —           | —           | —           | —           | —           | —           | - UK: Argento | Ground Control           |
| 2020                                                                                               | Regardless (con Raye)                                           | 37          | —           | —           | —           | 52          | —           | 69          | —           | —           | —           | - UK: Argento | Euphoric Sad Songs       |
| 2021                                                                                               | Be Somebody (con James Vincent McMorrow)                        | —           | —           | —           | —           | —           | —           | —           | —           | —           | —           | | Ground Control           |
| 2021                                                                                               | Straight from the Heart (feat. Nørskov)                         | —           | —           | —           | —           | —           | —           | —           | —           | —           | —           | | Ground Control           |
| 2021                                                                                               | So Sorry (con Skream)                                           | —           | —           | —           | —           | —           | —           | —           | —           | —           | —           | | Ground Control           |
| 2021                                                                                               | Jumper (feat. Kareen Lomax)                                     | —           | —           | —           | —           | —           | —           | —           | —           | —           | —           | | Ground Control           |
| 2022                                                                                               | Glow in the Dark (con Peter Xan)                                | —           | —           | —           | —           | —           | —           | —           | —           | —           | —           | | /                        |
| 2022                                                                                               | Hide and Seek (con Tayo Sound)                                  | —           | —           | —           | —           | —           | —           | —           | —           | —           | —           | | /                        |
| 2022                                                                                               | Break My Heart                                                  | —           | —           | —           | —           | —           | —           | —           | —           | —           | —           | | /                        |
| 2023                                                                                               | Dancing Is Healing (con Charlotte Plank e Vibe Chemistry)       | 5           | 3           | —           | —           | —           | —           | 14          | —           | —           | —           | - UK: Platino | Rudim3ntal               |
| 2023                                                                                               | Thunderstorm (con Clipz feat. Deyaz)                            | —           | —           | —           | —           | —           | —           | —           | —           | —           | —           | | /                        |
| 2024                                                                                               | Green & Gold (con Skepsis feat. Charlotte Plank e Riko Dan)     | 29          | 7           | —           | —           | —           | —           | —           | —           | —           | —           | - UK: Oro | Rudim3ntal               |
| 2024                                                                                               | Bring Me Joy (con Karen Harding)                                | 63          | 15          | —           | —           | —           | —           | —           | —           | —           | —           | | Rudim3ntal               |
| 2024                                                                                               | Gone for the Night (con Disrupta)                               | —           | —           | —           | —           | —           | —           | —           | —           | —           | —           | | /                        |
| 2024                                                                                               | Ram Pam (feat. Mystic Marley e Flowdan)                         | —           | —           | —           | —           | —           | —           | —           | —           | —           | —           | | Rudim3ntal               |
| 2024                                                                                               | The Feeling (con 1991, Pnau e Ar/Co)                            | —           | —           | —           | —           | —           | —           | —           | —           | —           | —           | | Rudim3ntal               |
| 2024                                                                                               | Vex (con Skepsis feat. Mist e Popcaan)                          | —           | —           | —           | —           | —           | —           | —           | —           | —           | —           | | Rudim3ntal               |
| 2025                                                                                               | All I Know (con Khalid)                                         | 56          | 10          | —           | —           | —           | —           | —           | —           | —           | —           | | Rudim3ntal               |
| 2025                                                                                               | Back to Me (feat. Jess Glynne)                                  | —           | —           | —           | —           | —           | —           | —           | —           | —           | —           | | Rudim3ntal               |
| "—" indica una pubblicazione che non si è classificata o che non è stata pubblicata in quel Paese. |                                                                 |             |             |             |             |             |             |             |             |             |             | |                          |

### Come artista ospite
| Anno | Titolo                            |
| ---- | --------------------------------- |
| 2019 | Stand By (Loryn feat. Rudimental) |

## Altri brani entrati in classifica
| Anno | Titolo                 | Classifiche | Classifiche | Album di provenienza |
| Anno | Titolo                 | UK          | UK Dance    | Album di provenienza |
| ---- | ---------------------- | ----------- | ----------- | -------------------- |
| 2015 | Love Ain't Just a Word | 108         | 25          | We the Generation    |

## Videografia

### Video musicali
| Anno | Titolo                   | Regista             |
| ---- | ------------------------ | ------------------- |
| 2009 | Sexy Sexy                | Adam Linzey         |
| 2011 | Deep in the Valley       | —                   |
| 2011 | Speeding                 | —                   |
| 2012 | Spoons                   | Rob Rowland         |
| 2012 | Feel the Love            | —                   |
| 2012 | Not Giving In            | Josh Cole           |
| 2013 | Waiting All Night        | Nez                 |
| 2013 | Baby                     | Rob Rowland         |
| 2013 | Right Here               | Josh Cole           |
| 2013 | Free                     | Stu Thomson         |
| 2014 | Powerless                | David Edwards       |
| 2015 | Bloodstream              | Emil Nava           |
| 2015 | Bloodstream (Tour Video) | Ben Anderson        |
| 2015 | Never Let You Go         | Nez                 |
| 2015 | Rumour Mill              | I Owe Youth         |
| 2015 | I Will for Love          | I Owe Youth         |
| 2015 | We the Generation        | —                   |
| 2015 | Lay It All on Me         | —                   |
| 2017 | Sun Comes Up             | —                   |
| 2018 | These Days               | Johnny Valencia     |
| 2018 | Toast to Our Differences | —                   |
| 2018 | Let Me Live              | Chris Saunders      |
| 2018 | Walk Alone               | Ian Schwartz        |
| 2019 | Scared of Love           | Jamie-James Medina  |
| 2019 | Something About You      | Luke Davies         |
| 2020 | Come Over                | Charlie Robins      |
| 2021 | Regardless               | —                   |
| 2021 | Be the One (Pt. 2)       | Chirolles Khalil    |
| 2021 | Be Somebody              | Jonatan Egholm Keis |
| 2021 | Straight from the Heart  | JaK                 |
| 2021 | So Sorry                 | Iain Simpson        |
| 2021 | Jumper                   | Mónica G. Carter    |
| 2021 | Remember Their Names     | —                   |
| 2022 | Glow in the Dark         | Lux London e Tyrus  |
| 2022 | Hide and Seek            | Will Clark          |
| 2023 | Dancing Is Healing       | Eugen Merher        |